# 1 gulden gdański 1923
1 gulden gdański 1923 – moneta guldenowa, wprowadzona do obiegu 18 grudnia 1923 r., po ustanowieniu 20 listopada 1923 r. przez sejm i senat Wolnego Miasta Gdańska nowej waluty – guldena gdańskiego, równego stu fenigom gdańskim. Moneta została wycofana z obiegu 1 kwietnia 1932 r. rozporządzeniem Senatu Wolnego Miasta Gdańska z 18 grudnia 1931 r.

## Awers
W centralnej części umieszczono na tarczy herb Gdańska, podtrzymywany z obydwu stron przez lwy, nad herbem gwiazda, pod herbem i lwami linia łamana, a pod nią rok „19 23”.

## Rewers
Na tej stronie umieszczono statek żaglowy – kogę, nad nią gwiazdę, z lewej strony łodzi nominał 1, z prawej strony napis w dwóch wierszach „Gul / den”, poniżej napis w dwóch wierszach „Freie Stadt / Danzig” (pol.: Wolne Miasto Gdańsk).

## Nakład
Monetę bito stemplem odwróconym w mennicy w Utrechcie, w srebrze próby 750, na krążku o średnicy 23,5 mm, masie 5 gramów, z rantem ząbkowanym. Autorem projektu był F.Fischer. Nakład monety wynosił 1 250 000 sztuk. 
Istnieją również odbitki w złocie (znane 20 sztuk) oraz egzemplarze bite stemplem lustrzanym.

## Opis
Projekt monety jest zbliżony do projektów srebrnych gdańskich pół- i dwuguldenówki z 1923 r.
Moneta została zastąpiona w obiegu przez niklową guldenówką gdańską z 1932 r.

Istnieją bardzo trudne do rozpoznania fałszerstwa tej m monety.